# Леви бен-Сиси
Леви бен-Сиси, также Сисай (конец II — начало III веков) — иудейский амора.
В вавилонском Талмуде он часто упоминается без титула «рабби», вероятно, чтобы отличить его от агадиста рабби Леви.

## Биография
Ученик рабби Иехуды I и школьный товарищ его сына, рабби Симона. Иехуда I отзывался о нём как о "равном себе"; он отличался остроумием и богатой эрудицией. Мидраш говорит о Леви как о хорошем проповеднике и библейском экзегете. Однако, умирая, Иехуда I назначил главой академии после себя не Леви, а рабби Ханину, стоящего ниже его в познаниях, вероятно потому, что у Леви был строптивый характер.
Леви обиделся и поехал в Вавилонию; по-видимому, он поселился в Нагардее. Раву сообщили, что «великий человек» приехал в Нагардею. В Вавилонии Леви часто вёл галахические споры с Самуилом, и всегда его мнение принималось к руководству.
Умер Леви в Вавилонии, где его горько оплакивал отец Самуила.

## Труд
По мнению Франкеля и Вейса (Dor, II, 191—192), Леви, подобно другим ученикам р. Иуды I, как, например, Бар Каппара, составил отдельную Мишну, и хотя Мишна их учителя служила им базисом, они внесли в её текст много изменений, несмотря на то, что р. Иуда I был крайне этим недоволен. Сборник Леви состоял из шести отделов по образцу Мишны. Этот сборник не упоминается в перечне мишнаитских сборников; о нём также не знают палестинские учёные, кроме рабби Иоханана. Зато в вавилонском Талмуде он часто упоминается.